# Цурри, Дебатик
Дебатик Цурри (алб. Debatik Curri; 28 декабря 1983, Приштина, Косово, СФРЮ) — албанский футболист, тренер клуба «Приштина». Выступал за национальную сборную Албании.

## Карьера
В Высшей лиге дебютировал 1 марта 2005 года в матче против запорожского «Металлурга».
До переезда на Украину выступал за клуб Косовской Суперлиги «Приштина». 11 октября 2006 года забил свой первый гол за сборную в ворота команды Нидерландов в матче квалификации на чемпионат Европы 2008. Являлся одним из лидеров полтавской «Ворсклы», а также её лучшим бомбардиром среди игроков текущего состава, являлся штатным пенальтистом команды. Считался главной звездой команды, имел самую большую зарплату в клубе.
В июне 2010 года перешёл в клуб турецкого высшего дивизиона «Генчлербирлиги». В августе 2013 года перешёл в «Говерлу». В составе закарпатской команды дебютировал в матче против «Металлурга», как и восемь лет назад. 28 января 2014 года подписал контракт с «Севастополем». В команде взял 6 номер.
В августе 2014 года заключил годовой контракт с албанским ФК «Тирана». В июне 2016 года стал игроком клуба «Приштина», где воссоединился с бывшими партнёрами по полтавской «Ворскле» Армендом Далку и Ахмедом Янузи.

## Статистика выступлений

### В сборной
| Матчи и голы Дебатика Цурри за сборную Косова | Матчи и голы Дебатика Цурри за сборную Косова | Матчи и голы Дебатика Цурри за сборную Косова      | Матчи и голы Дебатика Цурри за сборную Косова | Матчи и голы Дебатика Цурри за сборную Косова | Матчи и голы Дебатика Цурри за сборную Косова | Матчи и голы Дебатика Цурри за сборную Косова |
| №                                             | Дата                                          | Место проведения                                   | Соперник                                      | Счёт                                          | Голы                                          | Соревнование                                  |
| --------------------------------------------- | --------------------------------------------- | -------------------------------------------------- | --------------------------------------------- | --------------------------------------------- | --------------------------------------------- | --------------------------------------------- |
| 1                                             | 21 мая 2014                                   | Олимпийский стадион Адем Яшари, Косовска-Митровица | Турция                                        | 1:6                                           | —                                             | Товарищеский матч                             |

Итого: 1 матч / 0 голов; eu-football.info.

## Достижения
- Обладатель Кубка Украины: 2008/09